# Valeska Bopp-Filimonov
Valeska Bopp-Filimonov (* 1977 in Bad Oldesloe) ist eine deutsche Rumänistin und Juniorprofessorin für Romanistik mit Schwerpunkt Rumänistik an der Friedrich-Schiller-Universität Jena.

## Leben
Bopp-Filimonov studierte Kulturwissenschaften, Germanistik und Kommunikations- und Medienwissenschaft an der Universität Leipzig. Parallel nahm sie ein Studium der Französistik, Rumänistik und Osteuropawissenschaften auf. 2012 wurde ihr der akademische Grad Dr. phil. an der Fakultät für Geschichte, Kunst- und Orientwissenschaften der Universität Leipzig verliehen. Ihre Promotion, die mit dem Förderpreis der Fritz und Helga Exner-Stiftung ausgezeichnet wurde, verfasste sie zu dem Thema Erinnerungen an die 'Nicht-Zeit'. Das sozialistische Rumänien im biographisch-zeitgeschichtlichen Gedächtnis der Nachwendezeit. 2005–2007 war Bopp-Filimonov Sprachlektorin im Rahmen des Lektorenprogramms der Robert Bosch Stiftung an der Staatlichen Technischen Universität in Perm  und Promotionslektorin an der Historischen Fakultät in Bukarest. 2008–2012 war sie als wissenschaftliche Mitarbeiterin am Lehrstuhl für Neuere und Neueste Geschichte der RWTH Aachen und als freie Mitarbeiterin im Rahmen des Projektes "'Begriffsgeschichte' als Dekonstruktion gesellschaftlicher und politischer Kommunikation in Rumänien im 19. und 20. Jahrhundert" in Kooperation mit der West-Universität Temeswar tätig. 2010–2017 nahm Bopp-Filimonov die Stelle als wissenschaftliche Referentin der Studienstiftung des deutschen Volkes, Bonn und Berlin an. Seit 2017 ist sie Juniorprofessorin für Romanistik mit Schwerpunkt Rumänistik.

## Forschungsschwerpunkte
Zu den Forschungsinteressen Bopp-Filimonovs zählen die Zeitgeschichte Rumäniens, Biografieforschung, Oral History, Alltagsgeschichte, Erinnerungskultur(en), das (post)sozialistische Rumänien im Spiegel literarischer Texte sowie Kindheit in Rumänien, Kinderliteratur aus Rumänien.

## Veröffentlichungen
Monographie
- Erinnerungen an die 'Nicht-Zeit'. Das sozialistische Rumänien im biographisch-zeitgeschichtlichen Gedächtnis (1989–2007). Wiesbaden (Balkanologische Veröffentlichungen Bd. 61) 2014.

Herausgebertätigkeit
- seit 2018: Mitherausgeberin der Reihe "Forum Rumänien" des Verlags Frank & Timme, gemeinsam mit Larisa Schippel und Thede Kahl

- Valeska Bopp, Katharina Lampe, Andrea Schneiker (Hrsg.): Balkanbilder in Ost-und West: Mythen und Stereotypen auf der Spur. Anregungen zur Didaktik interkultureller Studienseminare. Berlin 2018.

Wissenschaftliche Artikel in Periodika und Sammelbänden
- ‘A new era‘ is always dawning. A (linguistic) biography of a border crosser and doppelgänger from Bukovina in the second half of the 20th century. In: History of Communism in Europe, special issue: "Transnational Biographies. Destinies at the Crossroads throughout the XX century", 2021.
- Shaping, Questioning, Contradicting "Bad Communism". Aspects of generational memory in Romania after 1989. In: Journal of Romanian Studies, Vol. 3, No. 1, (2021), S. 65–84.
- Männer, Macht und "Mörder" 30 Jahre nach der rumänischen Revolution. Über die letzten Monate des "Instituts der Rumänischen Revolution vom Dezember 1989". In: Südosteuropa-Mitteilungen 60. Jg., H. 01–02, (2020), S. 99–116.
- Mit Anne Dippel: Neue Architekturen der Wissensvermittlung gestalten. Teamethnographisch Forschen, Ausstellen und Reflektieren bei der Arbeit an "Wir wohnen Wort an Wort". Banat, Siebenbürgen, Bukowina. Ein Ethnograffiti Südosteuropas. In: Kulturelle Kontexte östlichen Europa, Bd. 60, Münster, New York 2019, S. 166–175.
- Mit Anne Dippel: Into the Grey Zone, Or: How to Track Fading Multiculturalism in Southeastern Europe. On the making of the exhibition '"We Live Word to Word." Banat - Transylvania - Bukovina. An Ethnograffiti of Southeastern Europe' at the Friedrich Schiller University Jena, 2018–2020. In: Südosteuropa Bd. 64 (H. 4), 2019, S. 534–554. doi:10.1515/soeu-2019-0039
- Mit Friederike Kind-Kovács: Debating East Central Europe Again? German Academia and the Dilemma of Spatial Categories. In: Journal of Modern European History Vol. 16, 3, (2018), S. 307–314.
- Mit Olesea Cruc: Familie und Exodus. In: Bochmann, Klaus, Vasile Dumbrava, Dietmar Müller, Victoria Reinhardt (Hg.): Die Republik Moldau. Ein Handbuch. Leipzig 2012, S. 550–556.
- Jurnalul din decembrie. Un inventar investigativ (übers. von Ovidiu Ţichindeleanu). In: Petrovszky, Konrad, Ovidiu Ţichindeleanu (Hrsg.): Revoluţia Română Televizată. Contribuţii la istoria culturală a mediilor. Cluj 2009, S. 219–225.
- 1989 - Ein europäisches Gedächtnis? Eine Didaktisierung zur Arbeit mit narrativen, lebensgeschichtlichen Interviews. In: Valeska Bopp, Katharina Lampe, Andrea Schneiker (Hrsg.): Balkanbilder in Ost-und West: Mythen und Stereotypen auf der Spur. Anregungen zur Didaktik interkultureller Studienseminare. Berlin 2007.
- Wie die Rumänen den EU-Beitritt begingen. In: Deutsch-Rumänische Hefte. Halbjahresschrift der Deutsch-Rumänischen Gesellschaft. Jahrgang X, Heft 1, (2007) S. 7–8.
- Die rumänische Revolution von 1989. Staatliche Inszenierung versus öffentlicher Diskurs. In: Pänke, Julian, Gereon Schuch (u. a.): Gegenwart der Vergangenheit. Die politische Aktualität historischer Erinnerung in Mitteleuropa. Baden-Baden 2007, S. 25–30.
- "Ne descurcam." Despre penuria economică şi strategiile de supravieţuire din România anilor 80 şi formele actuale de rememorare. In: Anuarul Institutului de Istorie Orală (Cluj) Nr. VII, (2006), S. 399–425.
- "Wir haben uns zurechtgefunden." Mangel und Überlebensstrategien in Rumänien in den 1980er Jahren des zwanzigsten Jahrhunderts. In: Berliner Osteuropa Info 23 (2005), S. 70–82.
- De ce a disparut "Micul Paris"? O formulă publicitară redescoperită. In: Cultura. Săptămânal editat de Institutul Cultural Român. Nr. 16, (30 iunie- 6 iulie 2004).
- Considerații asupra burgheziei bucureștene din perioada interbelică. București. Materiale de istorie si muzeografie, 2003, 17, S. 209–220.